# Calileptoneta briggsi
Espèce
Calileptoneta briggsi est une espèce d'araignées aranéomorphes de la famille des Leptonetidae.

## Distribution
Cette espèce est endémique de Californie aux États-Unis. Elle se rencontre dans les grottes Indian Valley Creek Caves dans le comté de Trinity.

## Description
Le mâle holotype mesure 2,64 mm et la femelle paratype 2,90 mm.

## Étymologie
Cette espèce est nommée en l'honneur de Thomas S. Briggs.

## Publication originale
- Ledford, 2004 : A revision of the spider genus Calileptoneta Platnick with notes on morphology, natural history, and biogeography (Araneae: Leptonetidae). Journal of Arachnology, vol. 32, no 2, p. 231-269 (texte original).